# 卡斯蒂奥内-德拉普雷索拉纳
卡斯蒂奥内-德拉普雷索拉纳（義大利語：Castione della Presolana），是意大利贝加莫省的一个市镇。总面积42平方公里，人口3482人，人口密度82.9人/平方公里（2009年）。国家统计（ISTAT）代码为016064。